# Троянда рясноцвіта
Троянда рясноцвіта, троянда багатоквіткова (Rosa multiflora) — вид рослин з родини розових (Rosaceae); поширений у Японії, Кореї, південно-східному Китаї, Тайвані.

## Опис

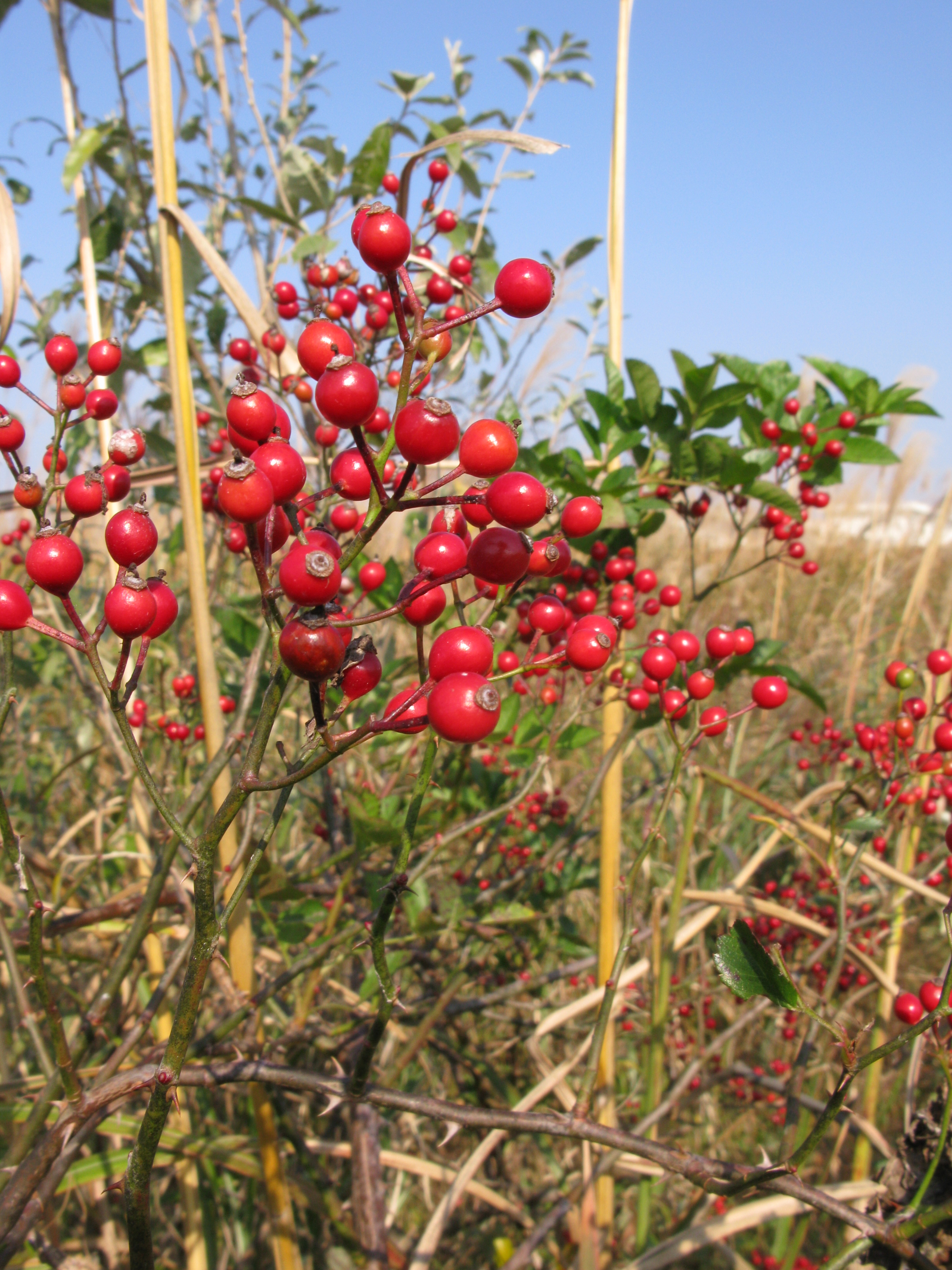
шипшинові плоди

Кущ виткий. Гілочки зазвичай голі. Колючки парні внизу листків, іноді рідко розсіяні, зігнуті, до 6 мм, дебелі, плоскі, поступово звужуються до широкої основи. Листки разом з ніжкою 5–10 см; ніжки й ребра запушені або голі, коротко колючі; листочків (3)5–9, обернено-яйцюваті, довгасті або яйцюваті, 1–5 × 0.8–2.8 см; поверхні знизу запушені, зверху — голі; основа округла або клиноподібна, край просто пилчастий, вершина гостра або округло тупа. Квітки численні в щитках. Квітки діаметром 1.5–4 см; плодоніжка 1.5–2.5 см; чашолистків 5, листопадні, ланцетні, знизу голі, зверху запушені; пелюстків 5, напівподвійні чи подвійні, білі, рожевуваті або рожеві (у деяких культурних рослин), ароматні, обернено-яйцюваті. Плоди шипшини червоно-коричневі або пурпурно-коричневі, субкулясті, 6–8 мм у діаметрі, голі, блискучі.
В Україні це кущ заввишки 2–6 м, котрий квітне від червня й до осені.

## Поширення
Поширений у Японії, Кореї, південно-східному Китаї, Тайвані; натуралізований у ПАР, Новій Зеландії, Канаді, США, Великій Британії; широко культивується.
Населяє зарості, чагарник, схили, береги річок. Висота зростання: 300–2000 м.
В Україні вид зростає у парках — на всій території.

## Використання
Декоративна рослина.